# パントテン酸
パントテン酸（パントテンさん、英: pantothenic acid）とは、ビタミンB群に含まれる物質で、D(+)-N-(2,4-ジヒドロキシ-3,3-ジメチルブチリル)-β-アラニンのこと。かつて、ビタミンB5とも呼ばれていた。CoA（補酵素A）の構成成分として、糖代謝や脂肪酸代謝において重要な反応に関わる物質。語源はギリシャ語で、「どこにでもある酸」という意味。栄養素のひとつ。水溶性のビタミンで、食品中に広く存在し、通常の食生活を送る上で不足になることはあまりない。
パンテチン（英:Pantethine）は2-メルカプトアミン（システアミン）とのアミドであり、更にパンテチンがジスルフィド結合した二量体がパンテテイン（英:Pantetheine）である。これらはすべてパントテン酸の生理活性を有する。

## 物性
吸湿性がある。酸、アルカリ、熱に不安定。水・アルコール・氷酢酸・ジオキサンに易溶、エーテルに難溶、ベンゼン・クロロホルムに不溶。
- 比旋光度[α]D25 = +37.5°

## 生理活性
パントテン酸の生理作用は、体内でパントテン酸から生合成され、構成成分にパントテン酸を含むCoA（補酵素A）および4'-ホスホパンテテインを補因子にもつアシルキャリアプロテイン（ACP）としての作用によるものである。
食品中ではそのほとんどがCoA（補酵素A）として存在するが、消化管内でパンテテインあるいはパントテン酸にまで分解され、体内に吸収される。

## 一日の所要量
成人で5mg。通常の食生活で欠乏する可能性は低い。

### 多く含む食品
たいていの食品に含まれている。
特に多く含まれている食品は、乾燥酵母、卵、牛乳、レバー、糸引き納豆、きな粉、落花生、干し椎茸、さけ、いわしなど。

## 過剰症と欠乏症
過剰症 - 特に知られていない。
欠乏症
- 成長停止
- 体重減少
- 皮膚炎
- 脱毛
- 頭痛
- 末梢神経の障害（手足の麻痺や焼けるような足の痛み）
- 副腎障害

## 外用薬として
パントテン酸のアルコール類縁体のデクスパンテノールは、保湿、創傷治癒の商品に成分として含まれ、ドイツでは1944年にベパンテン軟膏 (Bepanthen) が登場した。保湿作用があり、皮膚バリア機能を修復する。1.2%にアレルギー性接触皮膚炎が起こっており、以前の研究における比較的高い発生率に一致する。軽症から中等症のアトピー性皮膚炎の子供に、ステロイドと同等の効果であった。
プロビタミンB5の形態のパントテン酸は、パンテノールである。シャンプーなどの化粧品に配合されている。パンテノールは日本では目の疲れをとる目的で目薬に配合している製品もある。パンテノールとナイアシンを配合した軟膏 (Bepanthen SensiDaily) は、非炎症性の乾燥、敏感肌を対象としているため、108名の小児アトピー性皮膚炎の維持期に使い、3か月後に炎症がなかった割合はパントテン酸軟膏で96%、比較対象の保湿剤で77%であった。皮膚バリア機能と水分量に効果があった。

## 生化学
生体内において、パントテン酸はパントテン酸キナーゼ(EC 2.7.1.33)、ホスホパントテノイルシステインシンテターゼ(EC 6.3.2.5)、ホスホパントテノイルシステインデカルボキシラーゼ(EC 4.1.1.36)、デホスホCoAピロホスホリラーゼ(EC 2.7.7.3)、デホスホCoAキナーゼ(EC 2.7.1.24)の作用により補酵素A(CoA)に変換される。
EC 2.7.1.33 ATP + (R)-pantothenate = ADP + (R)-4'-phosphopantothenate
EC 6.3.2.5 CTP + (R)-4'-phosphopantothenate + L-cysteine = CMP + PPi + (R)-4'-phosphopantothenoyl-L-cysteine
EC 4.1.1.36 (R)-4'-phosphopantothenoyl-L-cysteine = pantotheine 4'-phosphate + CO2
EC 2.7.7.3 ATP + pantetheine 4'-phosphate = diphosphate + 3'-dephospho-CoA
EC 2.7.1.24 ATP + dephospho-CoA = ADP + CoA

## 構造
- パントテン酸の構造式 - パントテン酸(pantothenic acid)はパントイン酸にβアラニンが結合したものである。

- パンテテインの構造式 - パンテテイン(pantetheine)はパントテン酸にシステアミン（2-メルカプトエチルアミン）が結合したものである。

- パンテチンの構造式 - パンテチン(pantethine)は２つのパンテテインがジスルフィド結合したもの。

- 補酵素Aの構造式 - 補酵素Aはパンテテインとアデノシン-3'-リン酸が、ピロリン酸（二リン酸）を介して結合したもので、パンテテイン残基の末端にある-SH基を介して生体内でのアシル基転移において、その担体として機能している。